# 松浦尚久
松浦 尚久（まつうら たかひさ、3月21日 -）は、日本のアイドル。神奈川県出身。株式会社オムニア所属。

## 略歴
2017年にミスター専修コンテストのグランプリを受賞。
2018年に全国オーディションを経て現在の事務所に所属。同年には舞台「INFINITY～幕末妖刀異譚～」に沖田総司役で芸能界デビューを果たした。
2020年6月22日から、少年Tプロデュースのメンズアイドルグループ「花と風」に加入、2021年12月27日卒業。
2023年3月12日、メンズアイドルグループ「BubbLE」にてデビュー。リーダー担当、メンバーカラーは緑。
2025年3月13日のワンマンライブでBubbLEの活動を終了。

## 出演

### 舞台
- BIGUP[2]「INFINITY～幕末妖刀異譚～[3]」沖田総司役（2018年9月26日 - 29日、浅草ゆめまち劇場）
- SAB-on[4]「比翼の人[5]」（2019年4月3日 - 7日、テアトルBONBON）
- 株式会社オムニア「二子玉川ノ恋[6]」(2019年8月22日 - 27日、iTSCOM STUDIO &HALL 二子玉川ライズ)
- CEDAR Produce vol.5 「悪霊[7]」（2020年1月23日 - 29日、シアター風姿花伝）
- Uzume第5回本公演 「マトリョーシカ[8]」（2021年6月25日 - 30日、すみだパークシアター倉）
- Live-Musical-Stage「チャージマン研!」2023[9]　（2023年12月23日 - 31日、新宿FACE） -  ジュラル星人 役[10]